# 그래프 순회
그래프 트래버설(영어: Graph traversal)은 그래프의 모든 꼭짓점들을 방문하는 것과 관련한 문제와 그 방법을 말한다. 트리 순회는 그래프 순회의 특수한 경우이다. 트리 순회와 달리, 일반적인 그래프 순회에서는, 각 꼭짓점들을 한 번 이상 방문하는 경우도 있다. 다른 모든 꼭짓점들을 연결시켜주는 트리의 루트같은 꼭짓점이 존재하지 않을 수도 있다.

## 같이 보기
- 그래프
- 그래프 색칠 문제
- 트리 순회